# پارک ملی یاسونی
پارک ملی یاسونی (به اسپانیایی: Parque nacional Yasuní) یک پارک ملی در اکوادور است که در استان اوریانا واقع شده‌است.